# Don’t Cry Daddy
«Don’t Cry Daddy» (с англ. — «Не плачь, папочка») — рок-композиция, написанная американским поэтом-песенником Маком Дэвисом. Запись песни впервые сделал певец Элвис Пресли с 15 по 21 января 1969 года. Запись Пресли была выпущена синглом с «Б» стороной — «Rubberneckin'» (эта песня также использовалась в последнем художественном фильме с участием музыканта — «Смена привычки»). Песня достигла 6 места в музыкальных хит-парадах США и 8 места в чартах Великобритании. Некоторые слушатели предполагают, что в основу песни песня полуавтобиографична и рассказывает об отце музыканта, Верноне Пресли, ставшем вдовцом после смерти своей жены Глэдис в 1958 году.
«Живое» исполнение песни впервые состоялось во время второго концертного сезона в Лас-Вегасе в феврале 1970 года. Некоторые из этих выступлений были выпущены на концертных альбомах. Музыкант также собирался исполнить песню на концерте в Отеле «Интернациональ», но на концерте прозвучала другая песня — In the Ghetto.

## О песне
Песня написана американским исполнителем кантри Маком Дэвисом, который также является автором другого хита Пресли — In the Ghetto. Песня рассказывает о чувствах мужа, который только что расстался с любимой женой. Герои песни — отчаявшийся отец, мать, один из их неназванных детей и их младший сын по имени Томми. Ребенок умоляет своего отца не плакать, говоря, что у него остались он и младший брат Томми, и они найдут новую «маму». Он просит его поиграть с ним и его братом, как они делали это в те годы, когда дети были ещё совсем маленькими. Но песня заставляет слушателя задуматься, что явилось истинной причиной расставания близких: смерть матери или развод супругов. Текст песни об этом умалчивает.

## Текст и перевод песни
| Английский | Русский перевод |
| --- | --- |
| Today I stumbled from my bed ith thunder crashing in my head my pillowsstill wet from last night’s tears and as I think of giving up a voice inside my coffee cup kept crying out and ringing in my ears. Why are children always first to feel the pain and hurt the worst it’s tru, but somehow it just don’t seem right 'cause ev’ry time I cry I know it hurts my little children so I wonder will it be the same tonight. Don’t cry Daddy Daddy, please don’t cry Daddy, you’ve still got me and little Tommy together we’ll find a brandnew Mommy Daddy Daddy, please laugh again Daddy, ride us on your back again oh Daddy, please don’t cry. | Сегодня я еле встал с кровати, В моей голове всё ещё слышен этот грохот И подушка была мокрая от слёз этой ночи, Но когда я стою на пороге отчаяния Я слышу голос на дне кофейной чашки В ней сохранились вчерашние крики, Которые звенят у меня в ушах. Почему дети всегда первыми Чувствуют боль и почему им достаётся сильнее Это правда, но мне это кажется каким-то неправильным Потому что каждый раз, когда я плачу, Мои малыши чувствуют эти страдания Неужели это повторится снова этой ночью Не плачь папа Папа, пожалуйста не плачь Папа, ведь у тебя всё ещё есть я и маленький Томми Мы найдём новую мамочку Папа, папа, пожалуйста улыбнись Папа возьми нас на свои плечи Папа, пожалуйста не плачь Папа, пожалуйста не плачь. |

## Дуэт сЛизой-Мари Пресли
Единственная дочь музыканта Лиза-Мари Пресли исполнила песню «Don’t Cry Daddy» «дуэтом» со своим отцом. Запись была смонтирована с голосом Элвиса, и прозвучала на юбилейном концерте 16 августа 1997 года, посвященном 20-й годовщине со дня смерти Пресли. Песня привлекла былой интерес к песней и артисту, кому принадлежит оригинальное исполнение. Запись не предназначена для коммерческого использования. В композиции был показан хриплый тембр голоса Лизы-Марии.